# Gojsovac
Gojsovac (en serbe cyrillique : Гојсовац) est un village de Bosnie-Herzégovine. Il est situé sur le territoire de la ville de Bijeljina et dans la république serbe de Bosnie. Selon les premiers résultats du recensement bosnien de 2013, il compte 749 habitants.

## Géographie
Le village est situé au nord de Bijeljina.

## Démographie

### Évolution historique de la population dans la localité
| 1948 | 1953 | 1961 | 1971 | 1981 | 1991 | 2013 |
| ---- | ---- | ---- | ---- | ---- | ---- | ---- |
| 126  | 219  | 219  | 215  | 363  | 475  | 749  |

|  |